# Supporters' Shield
Pour les articles homonymes, voir Shield.
Le Supporters' Shield est un trophée décerné chaque année à l'équipe ayant obtenu le plus de points lors de la saison régulière de la Major League Soccer (MLS). À l'origine, cette récompense, non reconnue par la Ligue, était attribuée par les supporters (d'où son appellation). Il a été créé en 1999 et récompense le Galaxy de Los Angeles pour la saison 1998. Il est attribué rétroactivement pour les années 1996 et 1997. 
En février 2006, les dirigeants de la Ligue décidèrent que le champion de la saison régulière participerait à la Coupe des clubs champions de la CONCACAF  (si l'équipe est américaine seulement), en compagnie du vainqueur (s'il s'agit d'une équipe américaine) de la Coupe MLS qui récompense le gagnant des séries éliminatoires.

## Vainqueurs du Supporters' Shield
La liste ci-dessous présente l'ensemble des équipes ayant gagné le trophée depuis sa mise en place.
| Saison | Équipe                               | Points | Parcours en série                                               | Nb |
| ------ | ------------------------------------ | ------ | --------------------------------------------------------------- | -- |
| 1996   | Mutiny de Tampa Bay                  | 58     | Défaite en finale de conférence contre D.C.                     | 1  |
| 1997   | D.C. United                          | 55     | Remporte la Coupe MLS                                           | 1  |
| 1998   | Galaxy de Los Angeles                | 68     | Défaite en finale de conférence contre Chicago                  | 1  |
| 1999   | D.C. United                          | 57     | Remporte la Coupe MLS                                           | 2  |
| 2000   | Wizards de Kansas City               | 57     | Remporte la Coupe MLS                                           | 1  |
| 2001   | Fusion de Miami                      | 53     | Défaite en demi-finale contre San José                          | 1  |
| 2002   | Galaxy de Los Angeles                | 51     | Remporte la Coupe MLS                                           | 2  |
| 2003   | Fire de Chicago                      | 53     | Défaite en finale de la Coupe MLS contre San José               | 1  |
| 2004   | Crew de Columbus                     | 49     | Défaite en demi-finale de conférence contre Nouvelle-Angleterre | 1  |
| 2005   | Earthquakes de San José              | 64     | Défaite en demi-finale de conférence contre Los Angeles         | 1  |
| 2006   | D.C. United                          | 55     | Défaite en finale de conférence contre Nouvelle-Angleterre      | 3  |
| 2007   | D.C. United                          | 55     | Défaite en demi-finale de conférence contre Chicago             | 4  |
| 2008   | Crew de Columbus                     | 57     | Remporte la Coupe MLS                                           | 2  |
| 2009   | Crew de Columbus                     | 49     | Défaite en demi-finale de conférence contre Salt Lake           | 3  |
| 2010   | Galaxy de Los Angeles                | 59     | Défaite en finale de conférence contre Dallas                   | 3  |
| 2011   | Galaxy de Los Angeles                | 67     | Remporte la Coupe MLS                                           | 4  |
| 2012   | Earthquakes de San José              | 66     | Défaite en demi-finale de conférence contre Los Angeles         | 2  |
| 2013   | Red Bulls de New York                | 59     | Défaite en demi-finale de conférence contre Houston             | 1  |
| 2014   | Sounders de Seattle                  | 64     | Défaite en finale de conférence contre Los Angeles              | 1  |
| 2015   | Red Bulls de New York                | 60     | Défaite en finale de conférence contre Columbus                 | 2  |
| 2016   | FC Dallas                            | 60     | Défaite en demi-finale de conférence contre Seattle             | 1  |
| 2017   | Toronto FC                           | 69     | Remporte la Coupe MLS                                           | 1  |
| 2018   | Red Bulls de New York                | 71     | Défaite en finale de conférence contre Atlanta                  | 3  |
| 2019   | Los Angeles FC                       | 72     | Défaite en finale de conférence contre Seattle                  | 1  |
| 2020   | Union de Philadelphie                | 47     | Défaite au premier tour contre Nouvelle-Angleterre              | 1  |
| 2021   | Revolution de la Nouvelle-Angleterre | 73     | Défaite en demi-finale de conférence contre le New York City FC | 1  |
| 2022   | Los Angeles FC                       | 67     | Remporte la Coupe MLS                                           | 2  |
| 2023   | FC Cincinnati                        | 69     | Défaite en finale de conférence contre Columbus                 | 1  |
| 2024   | Inter Miami                          | 74     | Défaite au premier tour de conférence contre Atlanta            | 1  |

Légende des couleurs
- Remporte la Coupe MLS
- Défaite en finale de la Coupe MLS